# Antonio Delgado Gálvez
Antonio Delgado Gálvez (f. 1933) fue un empresario español

## Biografía
Nacido en Puente Genil, contrajo matrimonio con María Estrada Pérez, con la que tuvo varios hijos: Antonio, Ana, Basilio y Manuel. En 1874 fundó junto a su esposa las Bodegas Delgado, que con el paso de los años se consolidaron como una de las más importantes de la zona. Concejal del Ayuntamiento de Puente Genil, en febrero de 1930 las autoridades gubernativas le designaron alcalde por ser el miembro del consistorio de mayor edad. Sin embargo, a los dos meses dimitiría del cargo por problemas de salud. Falleció en 1933.